# Haute-Navarre
Pour les articles homonymes, voir Navarre.

Division de la Navarre en 1516
Territoire indépendant (Basse-Navarre ou « Outre-port »)
Territoire occupé par la Castille (Haute-Navarre)

La Haute-Navarre (en espagnol : Alta Navarra) est la partie méridionale du royaume de Navarre au sud des Pyrénées, conquise par Ferdinand le Catholique en 1512, rattachée à la couronne de Castille en 1516, constituée des merindades de Pampelune, Tudela, Olite, Sangüesa et Estella.[Quand ?]
La Basse-Navarre quant à elle demeura indépendante, en fait dans la maison d'Albret. Elle fut réunie au royaume de France par Louis XIII (édit de Pau) en octobre 1620, en même temps que le Béarn voisin. Aujourd'hui, cette province et celle (voisine) de Soule font partie du département des Pyrénées-Atlantiques. Le pic d'Orhy, situé entre la Soule et la communauté forale de Navarre, marque aussi la frontière franco-espagnole.
Aujourd'hui, la Haute-Navarre correspond à peu près à la communauté forale de Navarre, l'une des 17 communautés autonomes d'Espagne.